# Jakob Ballensiefen
Jakob Ballensiefen (* 7. Dezember 1896 in Siegburg; † 18. August 1972) war ein deutscher Politiker (Zentrum, CDU).

## Ausbildung und Beruf
Jakob Ballensiefen besuchte die Volksschule und Abendfachkurse. Nachdem er eine Schlosserlehre absolviert hatte, war er in verschiedenen Betrieben tätig. Ballensiefen wirkte als Mitglied des Aufsichtsrates der Klöckner-Werke AG., Duisburg. Ab 1913 war er Mitglied der Gewerkschaft. Von 1926 bis 1933 fungierte er als Jugendführer der Gewerkschaft im Siegkreis. Später war er Mitglied des Ortsausschusses der Industrie-Gewerkschaft Metall, Siegburg.

## Politik
Jakob Ballensiefen war von 1921 bis 1933 Mitglied der Zentrumspartei. Er war Mitinitiator der Wiederbegründung der Zentrumspartei in Siegburg und ab 1946 Mitglied des Hauptvorstandes der Deutschen Zentrumspartei. Am 24. März 1958 trat er nach einer Koalitionskrise der SPD/FDP/Zentrum-Regierung in Nordrhein-Westfalen gemeinsam mit Ignaz Lünenborg, Eberhard Nickel, Peter Tollmann, Heinrich Warczak und Josef Weber zur CDU über.
Ballensiefen war vom 20. April 1947 bis zum 4. Juli 1954 und vom 16. Dezember 1957, als er für den verstorbenen Abgeordneten Heinrich Peterburs nachrückte, bis zum 12. Juli 1958 Mitglied des Landtages von Nordrhein-Westfalen. Er wurde stets über die Landesliste des Zentrums gewählt.